# Beretta 92G-SD
Beretta 92G-SD in 96G-SD Special Duty ročni pištoli sta semi-auto, upočasnjeno-vzmetne, dvojno/enojno-akcijske pištoli, opremljeni s težkim, širokim Brigadier zdrsom, 9mm Parabellum nabojnikom (za model 92G-SD) in .40 S&W nabojnikom (za model 96G-SD), kjer imata okvirja dodana taktični tir za opremo. Oblikovala in izdelala ju je Beretta (Italija).

## Zgodovina
Prvi pojav je bil leta 2001. Modela Berette 92G-SD in 96G-SD sta se razvila iz verzije 92G, ki je bila razvita specifično za francosko "Gendarmerie Nationale" (oznaka francoske vojske "PAMAS-G1", v originalu proizvedena v Italiji z jeklom iz Francije, kasneje pa pod licenco Berette v Franciji (podjetje GIAT); 1987 - sedanjost), "Armée de l'Air" (Francoske Zračne Sile) ter druge pravne agencije. 
Model 96G je overjena službena pištola od Florida Highway Patrol (floridska avtocestna patrulja). Konec izdelave obeh modelov je bil leta 2005.
Leta 2015 je Beretta nadaljevala z izdelavo 92G-SD.

## Način delovanja
Beretta M-92 ima sprožilni mehanizem z dvojnim delovanjem, ki poleg običajnega
(enojnega proženja) omogoča tudi, da z dolgim potegom sprožilca napnemo
popuščeno udarno kladivce (dvojno delovanje). 

## Specifikacije
Sprožilna vzmet je imela udrtine na obeh koncih, kar je pomenilo, da če se je med uporabo zlomila, se jo je dalo vzeti ven in vstaviti nazaj "vzvratno". Obnašala se je kot sam svoj rezervni del.
92G-SD & 96G-SD modela sta bila opremljena samo z "decocking" napravo (brez varovalke), katera je, ob pritisku navzdol, izključila sprožilec in usmerila sprožilni pin na stran, kar je omogočilo kladivu da je padlo, ne da bi povzročilo ponesrečen strel. Ob spustu, se "decocking" naprava vrne v svojo normalno strelno pozicijo. Pištola je bila pripravljena za streljanje ob vsakem času. Na začetku, so Beretta "G" modele prodajali izključno pravosodnim organom in vojaškim agencijam. 
Modela 92G-SD & 96G-SD sta uporabljala okvir (narejen po standardnem Beretta 92FS modelu) z dodatkom taktične opreme Weaver rail mount.
Ambidextrous ročni "decocking" vzvod. Dosegljiv s palcem desničarja in prav tako levičarja, nabit z vzmetjo. Ob pritisku, se je zadnji del sprožilnega pina zavrtel izven poravnanosti s sprednjim delom sprožilnega pina. 
Nočni vid. Odstranljivi Trijicon 3-točkovni plin (pod pritiskom), samo-siječi železni vidik namenjen uporabi ob mali svetlosti.
Odprta konstrukcija zaklepa. Glavna vloga odprtega zaklepa je bila, da nudi 180° kot izstrelitve. Ta sistem delovanja je praktično izničil možnost zamašitve oz. motenj pri avtomatičnem izmetavanjem nabojev. Povratni mehanizem je tudi poskrbel, da je ostala cev odprta, po izstrelitvi zadnjega naboja, kar je omogočilo uporabniku, da je lahko pištolo ponovno nabil z vstavljanjem posamičnih nabojev (emergency tactical loading) v primeru, da se je nabojnih izgubil ali bil poškodovan. 

## Namenjen trg prodaje
Modela Beretta 92G-SD and 96G-SD sta bila izdelana za elitne policijske sile, katere so potrebovale visoko-kakovostno službeno pištolo, h kateri bi lahko dodali taktično luč/laser. Na koncu sta tudi našla dom v območju hišnega varovanja.

## Oblikovne prednosti
Beretta 92G-SD & 96G-SD, s svojo "decocking" ročico sta bila za hitro akcijo, vendar manj varne kot pa Beretta 92FS pri praznjenju nabojnika.
Dodane prednosti nočnega vida in vodila za dodatno opremo je naredilo Beretto zelo privlačno za domačo uporabo kot tudi za vladne organe. Cev je bila narejena iz nerjavečega jekla za zaščito pred rabo in korozijo.